# Kaggere, Channarayapatna
Kaggere là một làng thuộc tehsil Channarayapatna, huyện Hassan, bang Karnataka, Ấn Độ.